# Foreca
Foreca srl è una società privata finlandese di previsioni meteorologiche, la maggiore dei paesi nordici. Ha sede a Espoo, in Finlandia. Foreca fornisce servizi meteorologici per uso aziendale in parte basati su dati prodotti dal Centro europeo per le previsioni meteorologiche a medio termine.
Foreca è stata fondata nel 1996 con il nome Weather Service Finland. Nel gennaio 2001, ha cambiato nome in Foreca nell'ambito dei suoi sforzi per espandere l'azienda a livello internazionale.
Foreca fornisce servizi meteorologici e stradali ai settori automobilistico, dei media digitali e della manutenzione stradale invernale.
Dal 2004, l'azienda ha stipulato un contratto con Microsoft per la produzione di contenuti per i suoi siti Web internazionali MSN e Microsoft Windows. Foreca fornisce servizi meteorologici per conducenti clienti di aziende come Daimler, BMW e TomTom.